# Ману Санчес (футболіст, 2000)
Мануель Санчес де ла Пенья (ісп. Manuel Sánchez de la Peña), відомий як Ману Санчес (ісп. Manu Sánchez, нар. 24 серпня 2000, Мадрид) — іспанський футболіст, лівий захисник клубу «Сельта». На умовах оренди грає за «Алавес».
Виступав за молодіжну збірну Іспанії.

## Клубна кар'єра
Народився 24 серпня 2000 року в Мадриді. Вихованець юнацьких команд футбольних клубів «Корнелья» та «Атлетіко» (Мадрид).
У дорослому футболі дебютував 2019 року виступами за «Атлетіко Мадрид Б», за який відіграв 20 ігор у третьому іспанському дивізіоні. У сезоні 2019/20 дебютував за головну команду «Атлетіко» в іграх Ла-Ліги і взяв участь у 5 іграх. Ще одну гру за мадридську команду провів у переможному для неї сезоні 2020/21.
По ходу того ж сезону, на початку 2021 року перейшов на умовах оренди до «Осасуни». У цій вищоліговій команді став стабільним гравцем основного складу, і клуб двічі подовжував його оренду. Загалом за 2,5 роки відіграв за «Осасуну» 88 матчів в усіх турнірах.
3 липня 2023 року уклав п'ятирічний контракт із клубом «Сельта».

## Виступи за збірну
Протягом 2020–2023 років залучався до складу молодіжної збірної Іспанії. На молодіжному рівні зіграв у 6 офіційних матчах, забив 2 голи. У складі цієї команди ставав віце-чемпіоном Європи 2023 року, у фінальній частині турніру виходив на поле в одній грі групового етапу.

## Статистика виступів

### Статистика клубних виступів
Станом на 3 серпня 2023
| Сезон                  | Команда                | Чемпіонат              | Чемпіонат | Чемпіонат | Національний кубок | Національний кубок | Національний кубок | Континентальні кубки | Континентальні кубки | Континентальні кубки | Інші змагання | Інші змагання | Інші змагання | Усього | Усього |
| Сезон                  | Команда                | Ліга                   | Ігор      | Голів     | Ліга               | Ігор               | Голів              | Ліга                 | Ігор                 | Голів                | Ліга          | Ігор          | Голів         | Ігор   | Голів  |
| ---------------------- | ---------------------- | ---------------------- | --------- | --------- | ------------------ | ------------------ | ------------------ | -------------------- | -------------------- | -------------------- | ------------- | ------------- | ------------- | ------ | ------ |
| бер. 2019              | «Атлетіко Мадрид Б»    | СБ                     | 6         | 0         | -                  | -                  | -                  | -                    | -                    | -                    | -             | -             | -             | 6      | 0      |
| 2019–20                | «Атлетіко Мадрид Б»    | СБ                     | 24        | 0         | -                  | -                  | -                  | -                    | -                    | -                    | -             | -             | -             | 24     | 0      |
| Усього за «Атлетіко Б» | Усього за «Атлетіко Б» | Усього за «Атлетіко Б» | 30        | 0         | -                  | -                  | -                  | -                    | -                    | -                    | -             | -             | -             | 30     | 0      |
| 2019–20                | «Атлетіко»             | ПД                     | 5         | 0         | КІ                 | 1                  | 0                  | ЛЧ                   | 0                    | 0                    | СІ            | 0             | 0             | 6      | 0      |
| 2020-січ. 2021         | «Атлетіко»             | ПД                     | 1         | 0         | КІ                 | 0                  | 0                  | ЛЧ                   | 0                    | 0                    | -             | -             | -             | 1      | 0      |
| Усього за «Атлетіко»   | Усього за «Атлетіко»   | Усього за «Атлетіко»   | 6         | 0         |                    | 1                  | 0                  |                      | 0                    | 0                    |               | 0             | 0             | 7      | 0      |
| січ.-трав. 2021        | «Осасуна»              | ПД                     | 16        | 0         | КІ                 | 2                  | 0                  | -                    | -                    | -                    | -             | -             | -             | 18     | 0      |
| 2021–22                | «Осасуна»              | ПД                     | 33        | 1         | КІ                 | 1                  | 0                  | -                    | -                    | -                    | -             | -             | -             | 34     | 1      |
| 2022–23                | «Осасуна»              | ПД                     | 31        | 0         | КІ                 | 5                  | 0                  | -                    | -                    | -                    | -             | -             | -             | 36     | 0      |
| Усього за «Осасуну»    | Усього за «Осасуну»    | Усього за «Осасуну»    | 80        | 1         |                    | 8                  | 0                  |                      | 0                    | 0                    |               | 0             | 0             | 88     | 1      |
| Усього за кар'єру      | Усього за кар'єру      | Усього за кар'єру      | 116       | 1         |                    | 9                  | 0                  |                      | 0                    | 0                    |               | 0             | 0             | 125    | 1      |